# Saison 13 de Meurtres au paradis
Chronologie
Saison 12 Saison 14
Cet article présente les épisodes de la treizième saison de la série télévisée Meurtres au paradis.

## Distribution

### Acteurs principaux
- Ralf Little (en) (VF : Emmanuel Garijo) : Inspecteur-chef Neville Parker (sauf épisode spécial)
- Shantol Jackson : Sergent Naomi Thomas
- Tahj Miles : Agent Marlon Pryce (épisodes 1 à 5)
- Ginny Holder (en) : Agent Darlene Curtis
- Danny John-Jules (VF : Jean-Paul Pitolin) : Agent Dwayne Myers (épisodes 6 à 8 + épisode spécial)
- Don Gilet (VF : Eilias Changuel): Inspecteur-chef Mervin Wilson (épisode spécial)

### Acteurs récurrents
- Élizabeth Bourgine (VF : elle-même) : Catherine Bordey, maire de Sainte-Marie
- Don Warrington (en) (VF : Daniel Kamwa) : Commandant Selwyn Patterson, chef de la police de Sainte-Marie
- Joséphine Jobert (VF : elle-même) : Sergent Florence Cassell (épisodes 6 à 8)

## Liste des épisodes
Sauf indication contraire, les informations mentionnées dans cette section peuvent être confirmées par les bases de données cinématographiques IMDb et Allociné,  présentes dans la section « Liens externes ».

### Épisode 1:Une vie gâchée
- Royaume-Uni : 4 février 2024
- France : 25 mars 2024 sur France 2[2]

### Épisode 2:Carton plein
- Royaume-Uni : 11 février 2024
- France : 1er avril 2024 sur France 2

### Épisode 3:Un plat qui se mange froid
- Royaume-Uni : 18 février 2024
- France : 8 avril 2024 sur France 2

### Épisode 4:Court-circuit
- Royaume-Uni : 25 février 2024
- France : 15 avril 2024 sur France 2

### Épisode 5:Question d'avenir
- Royaume-Uni : 3 mars 2024
- France : 22 avril 2024

### Épisode 6:La liste de souhaits
- Royaume-Uni : 10 mars 2024
- France : 29 avril 2024

### Épisode 7:Face-à-face
- Royaume-Uni : 17 mars 2024
- France : 13 mai 2024

### Épisode 8:Le troisième passager
- Royaume-Uni : 24 mars 2024
- France : 20 mai 2024

### Épisode spécial:Qui veut tuer le père Noël?
- Royaume-Uni : 22 décembre 2024
- France : 27 décembre 2024